# Титов, Александр Фёдорович (актёр)
Александр Фёдорович Титов (8 октября 1913; д. Ромдедово, Орловская губерния, Российская империя — 23 августа 1985; Москва, РСФСР, СССР) — советский актёр театра, кино и дубляжа, театральный деятель. Участник Великой Отечественной войны.

## Биография
Родился 8 октября 1913 года в деревне Ромдедово Орловской губернии и Российской империи в крестьянской  семье.
В 1929 году юноша окончил среднюю неполную школу и спустя год переехал в Москву. В Москве поступил в учебный комбинат при Шарикоподшипниковом заводе имени Л. М. Кагановича, работая по специальности мастера-термиста. В это время Титов заинтересовался театральным искусством и по вечерам после работы ходил учиться в организованную при заводе рабочую  театральную студию ВЦСПС.
В 1935 году Титов был призван в ряды Красной армии, окончив бронетанковое училище при 21-й механизированной бригаде Минска, а затем служил в качестве инструктора художественной самодеятельности. В 1937 году после демобилизации поступил на актёрский факультет ГИТИСа к Леониду Мироновичу Леонидову.
С 1941 года по 1943 год во времена Великой Отечественной войне воевал в качестве инструктора подрывников партизанской бригады «Большевик». Был награждён многими наградами. После 1945 года Титов опубликовал книгу в Минске о воспоминаниях былых военных лет. Сама книга называлась «Дорога жизни. Записки партизана» (1955). 
Снимался также в фильмах отдела кино Министерства обороны СССР и Министерства внутренних дел СССР. Много играл в различных театрах и фильмах, но основательно закрепился в Московском областном драматическом театре имени А. Н. Островского с 1946 года. Покинул театр в 1952 году, после чего руководил коллективами художественной самодеятельности и занимался литературной деятельностью. 
Ушёл из жизни 23 августа 1985 года в Москве. Похоронен на Рогожском кладбище.

## Личная жизнь
В 1942 году женился на Людмиле Станиславовне Кузьмицкой (1920 — 2014). У них родился сын, который, к сожалению, скончался в младенчестве. Больше детей у пары так и не было.

## Оценочные мнения
Киновед Алексей Тремасов рассказал о том, что наконец, в 1957 году Сергеем Герасимовым он (Титов) был приглашён на небольшую роль Котлярова в картину Тихий Дон, которой обратил на себя внимание других режиссёров, увидевших в нём интересного исполнителя характерных и героических ролей.
В следствии Титов воплотил на экране немало подобных образов, наделяя их мужеством, юмором, озорством, жизненной стойкостью, достоверностью.

## Звания и награды
- Орден Отечественной войны II степени[1]
- Орден Красной Звезды[1]
- «Медаль Партизану Отечественной войны I степени»[1]
- «Медаль Партизану Отечественной войны II степени»[1]

## Творчество

### Фильмография
- 1956 — Разные судьбы — член бюро парткома
- 1957—1958 — Тихий Дон — Иван Котляров; председатель
- 1959 — Хождение по мукам (третий фильм) — Чесноков
- 1961 — В начале века — рабочий
- 1961 — У крутого яра (короткометражный) — Фомич
- 1962, 1963 — Вступление — мастер на заводе
- 1962 — Капроновые сети — рыбак
- 1962 — Молодо-зелено — председатель завкома
- 1962 — на семи ветрах — пожилой умирающий солдат
- 1963, 1964 — Живые и мёртвые (вторая серия) — Трофимов
- 1963 — Коротко лето в горах — инженер
- 1963 — Слепая птица — Михаил Иванович
- 1964 — Непрошенная любовь
- 1964 — Председатель — председатель колхоза
- 1964 — Пядь земли — солдат Шумилин
- 1966 — Герой нашего времени (первая часть) — старый солдат
- 1965 — На завтрашней улице — рабочий; любитель бани
- 1966 — Берегись автомобиля — свидетель
- 1966 — Сердце друга — боец
- 1966—1969 — Андрей Рублёв — литейщик Степан
- 1967 — Баллада о комиссаре — Максим Черкассов
- 1967 — Возвращение (короткометражный) — отец
- 1968 — Зигзаг удачи — бородач на розыгрыше
- 1968 — Сказы уральских гор (короткометражный) — Прокопьич
- 1970 — Бег — начальник станции
- 1970 — Красная площадь (второй рассказ) — начальник станции
- 1970 — Кремлёвские куранты (второй рассказ) — председатель домкома
- 1970 — О друзьях-товарищах
- 1970 — Освобождение (третий фильм) — Михаил Иванович Калинин
- 1970 — Сердце России
- 1971 — Звёзды не гаснут — Михаил Иванович Калинин
- 1971 — Пути-дорожки — попутчик
- 1972 — За всё в ответе — участник встречи выпускников
- 1972 — Моя жизнь — крестьянин
- 1973 — За облаками - небо — отец Евгения
- 1973 — Ищу человека — посетитель бани
- 1974 — Гайгысыз Атабаев — Михаил Иванович Калинин
- 1978 — И это всё о нём — Иван Фёдорович
- 1977 — Свет маяка — Филиппыч
- 1978 — Похищение скакуна — Егорыч
- 1979 — Несколько дней из жизни И. И. Обломова — проживающий из юности Андрея
- 1981 — Большая короткая жизнь — Михаил Иванович Калинин
- 1983 — Сказка странствий

### Озвучивания
- 1955 — Волшебная свирель — Великан; роль А. Гомелаури